# Estação Ferroviária de Araraquara
A Estação Ferroviária de Araraquara ou Estação de Araraquara foi inaugurada em 18 de janeiro de 1885 pela Companhia Rio Clarense de Estradas de Ferro, com a presença do Conde do Pinhal que era o dono da ferrovia; logo depois seria absorvida pela Companhia Paulista de Estradas de Ferro.
No final do século XIX, a estação Araraquara passa a ser ponto inicial da Estrada de Ferro Araraquara, servindo de estação de baldeação entre essa ferrovia e a Companhia Paulista de Estradas de Ferro. O atual prédio da estação seria construído em 1912, sendo que a eletrificação da linha tronco chegaria à Araraquara em 1 de dezembro de 1928.
Com a incorporação da Companhia Paulista de Estradas de Ferro pela Fepasa em 10 de novembro de 1971, a estação passa por reformas que descaracterizaram parte do seu interior.
Após o fim da Fepasa em 1998, a estação foi utilizada durante algum tempo pelas consessionárias Ferroban e ALL (que incorporaria a Ferroban em 2006).
O último trem de passageiros, partindo de Campinas, chegou à Araraquara em 15 de março de 2001. Posteriormente, a estação foi fechada para o transporte de passageiros. 
Atualmente, a estação abriga o Museu Ferroviário de Araraquara .